# 达坂城站
达坂城站位于新疆维吾尔自治区乌鲁木齐市达坂城区达坂城镇达坂村，是兰新铁路的一座火车站，等级为五等站，距兰州站1802公里，距乌鲁木齐站90公里，本站及相邻上下行区间均为电气化区段。本站于2018年11月25日复办客运业务，不办理货运业务。邮政编码为830039。